# Rio Ubàzinho
Rio Ubàzinho är ett vattendrag i Brasilien.   Det ligger i delstaten Paraná, i den södra delen av landet, 1 000 km söder om huvudstaden Brasília.
Omgivningarna runt Rio Ubàzinho är en mosaik av jordbruksmark och naturlig växtlighet. Runt Rio Ubàzinho är det glesbefolkat, med 13 invånare per kvadratkilometer.